# Helmut Stalder
Helmut Stalder (* 21. Juli 1966 in Zürich) ist ein Schweizer Publizist, Historiker und Dozent in Geschichte und Kommunikation. Er schreibt als Journalist für bedeutende Schweizer Zeitungen und Zeitschriften, ist Autor mehrerer historischer Sachbücher und gibt Vorlesungen in Geschichte und Kommunikation an verschiedenen Hochschulen. Seit 2023 betreibt er die Geschichtsagentur StalderPublishing, Kommunikation für Geschichte und Gegenwart.

## Leben
Helmut Stalder studierte Germanistik, Politische Wissenschaft und Geschichte der Neuzeit an der Universität Zürich, der Universität Frankfurt a. M. sowie an der Columbia University in New York und schloss 1994 mit dem Lizenziat ab. 2003 promovierte er an der Universität Zürich mit der Dissertation Siegfried Kracauer. Das journalistische Werk in der «Frankfurter Zeitung» 1921–1933.
Seine journalistische Laufbahn begann Helmut Stalder Mitte der 1980er Jahre mit Volontariaten bei Regionalzeitungen, bei der Handelszeitung in Zürich sowie als freier Korrespondent. Von 1994 bis 1998 war er Wirtschaftsredaktor bei der Nachrichtenagentur Associated Press AP in Zürich. Von 1998 bis 2008 war er als Inlandredaktor beim Tages-Anzeiger tätig. Von 2008 bis 2016 war er Redaktor und stellvertretender Chefredaktor bei der Zeitschrift Beobachter, wo er unter anderem die regelmässigen Beilagen und die Beratungssendung Beobachter TV aufbaute und leitete. Von 2016 bis 2020 war Stalder Inlandredaktor der Neuen Zürcher Zeitung, von 2017 bis 2019 stellvertretender Leiter der Inlandredaktion. Von 2021 bis 2023 war er Verlagsleiter von NZZ Libro, des Buchverlags der Neuen Zürcher Zeitung unter dem Dach der Schwabe Verlagsgruppe in Basel. Dort war er verantwortlich für die Herausgabe von Sach- und Fachbüchern in den Bereichen Politik, Wirtschaft und Geschichte.
Journalistisch befasst sich Helmut Stalder vor allem mit den Bereichen Energie, Verkehr, Umwelt, Raumplanung, Sozialversicherungen und Finanzen und schrieb über das politische System und politische Zeitfragen. Einen Schwerpunkt setzte er über Jahre hinweg bei historischen Themen, die er mit Reportagen, Porträts, Analysen und auch mit Videobeiträgen dem Publikum vermittelte. 2007 zeichnete die Schweizerische Akademie der Geistes- und Sozialwissenschaften eine von ihm konzipierte und realisierte Spezialbeilage «125 Jahre Gotthardbahn» mit dem renommierten Medienpreis «Die Goldene Brille» aus. Als Erweiterung seiner publizistischen Tätigkeit hält Stalder in seinen Fachgebieten regelmässig Vorträge, bestreitet Podien und Lesungen und ist Gesprächsgast am Radio und Fernsehen im In- und Ausland.
Als Buchautor verfasste Helmut Stalder mehrere Sachbücher zu historischen Themen. Seine Monografien über den Sankt Gotthardpass, Mythos Gotthard. Was der Pass bedeutet (2003) und Gotthard, der Pass und sein Mythos (2016), gelten als Standardwerke der Verkehrs- und Kulturgeschichte dieses Passübergangs. In seiner Biographie Der Günstling. Kaspar Stockalper, Reichtum, Macht und der Preis des Himmelreichs porträtierte er den bedeutenden Politiker und Unternehmer Stockalper und zeichnete ein gesellschaftlich-wirtschaftliches Sittengemälde des Wallis im 17. Jahrhundert. Bekanntheit erlangte er auch durch das Buch Verkannte Visionäre. 25 Schweizer Lebensgeschichten (2., erweiterte Auflage 2020).
Als Dozent in historischen Themen hält Helmut Stalder seit 2023 regelmässig Referate und Vorlesungen an der Universität Zürich sowie an verschiedenen Hochschulen. Zudem ist er Dozent und Studiengangleiter an den Pädagogischen Hochschulen Schaffhausen und Thurgau für Kommunikation im Bildungsbereich.
Helmut Stalder ist Stiftungsrat der Schweizerischen Stiftung für das Stockalperschloss. Er ist verheiratet mit Sandra Piccioni, hat drei Söhne und lebt in Winterthur.

## Veröffentlichungen

### Monografien
- Verkannte Visionäre. 25 Schweizer Lebensgeschichten. 2., erweiterte Auflage, NZZ Libro, Zürich 2020, (Erstausgabe 2011), ISBN 978-3-907-29121-4.
- Der Günstling. Kaspar Stockalper. Reichtum, Macht und der Preis des Himmelreichs. NZZ Libro, Zürich 2022, (überarbeitete Neuauflage), ISBN 978-3-907291-92-4.
- Der Günstling. Kaspar Stockalper. Eine Geschichte von Raffgier, Macht und Hinterlist. Orell Füssli, Zürich 2019, ISBN 978-3-280-05700-1.
- Gotthard. Der Pass und sein Mythos. Orell Füssli, Zürich 2016, ISBN 978-3-280-056172.
- Mythos Gotthard. Was der Pass bedeutet. Orell Füssli, Zürich 2003, ISBN 3-280-06000-1.
- Siegfried Kracauer. Das journalistische Werk in der ‚Frankfurter Zeitung‘ 1921–1933. (Diss.) Königshausen & Neumann, Würzburg 2003, ISBN 978-3-8260-2462-7.

### Beiträge in Sammelbänden (Auswahl)
- Der Gotthard als Mission in der Mitte Europas. In: Gotthard-Basistunnel. Nord-Süd-Verkehr unter den Alpen. Mythos, Geschichte, Bau und Erwartungen. Beilage der Neuen Zürcher Zeitung zur Eröffnung. 24. Mai 2016, S. 5, abgerufen am 11. Dezember 2020.
- 300.000 Franken zum Teufel. In: Die Schweiz als Ereignis. 50 Episoden aus der jüngeren Geschichte. Hg. V. Marc Tribelhorn. NZZ Libro, Zürich 2017, ISBN 978-3-03810-261-8, S. 133–137.
- Temporausch am Gotthard. Ein russisches Heldendenkmal auf Urner Boden. In: An der Matt, Annäherungen an Andermatt. Lifa Verlag, Luzern 2013, S. 24–31, 106–111.
- Mission in Europas Mitte. In: Damit die Züge fahren, Menschen und Technik am Gotthard-Basistunnel. Hg. v. Transtec Gotthard. NZZ Libro, Zürich 2013, ISBN 978-3-03823-832-4, S. 121–131.
- Mythos Gotthard. In: Innerschweiz fürs Handgepäck, Rund um den Vierwaldstättersee. Hg. v. Franziska Schläpfer. Unionsverlag, Zürich 2011, ISBN 978-3-293-20513-0, S. 84–95.
- Das anschmiegende Denken. Kracauers Erotik der Wirklichkeit. In: Denken durch die Dinge. Siegfried Kracauer im Kontext. Hrdg. v. Frank Grunert und Dorothee Kimmich, Universität München. Wilhelm-Fink-Verlag, München 2009, ISBN 978-3-7705-4621-3, S. 47–84.
- Wege zur Globalisierung: Die Eliminierung der Alpen für den Transitverkehr. In: Alfred Escher zwischen Lukmanier und Gotthard. Briefe zur schweizerischen Alpenbahnfrage 1850–1882. Hg. v. Joseph Jung. NZZ Libro, Zürich 2008, ISBN 978-3-03823-380-0, S. 17–23.
- 125 Jahre Gotthardbahn. Spezialbeilage des Tages-Anzeigers zum Jubiläum, 30. März 2007.
- Da soll uns der Teufel helfen! In: Hinein in diesen Drachenschlund – Der Gotthard in Literatur und Kunst. Hg. v. Hans Peter Häberli. Scheidegger & Spiess, Zürich 2007, ISBN 978-3-85881-189-9, S. 325–327.
- Forte Ospizio. In: Gotthard – Mythos und Eros. Hg. v. Benno Schulthess. Widen 2006, ISBN 3-9522252-5-8, S. 50–51.
- Traumdeutung der Grossstadt. Kracauers Darstellungsmethode in den Städtebildern. In: Siegfried Kracauer. Zum Werk des Romanciers. Hg. v. Andreas Volk. Seismo, Zürich 1996, ISBN 3-908239-48-6, S. 131–155.